# Луис, Спиридон
Спири́дон (Спи́рос) Лу́ис (греч. Σπυρίδων Λούης, 12 января 1873, Амарусион, Средняя Греция, Королевство Греция — 26 марта 1940, Амарусион, Средняя Греция, Королевство Греция) — греческий легкоатлет, первый олимпийский чемпион в марафонском беге летних Олимпийских игр 1896 года.

## Биография
Спиридон родился в бедной семье. Его отец продавал воду в Афинах, где в то время не было центрального водоснабжения, и Спиридон помогал с её транспортировкой.
Луис принял участие только в марафонском забеге, который впервые проходил на международных соревнованиях. Забег начинался в городе Марафон и заканчивался в Афинах на Мраморном стадионе, его дистанция составляла ровно 40 км.
Забег состоялся 10 апреля. Вначале Луис не был лидером гонки. Однако спустя некоторое время лидеры стали сходить с дистанции, а Луис стал постепенно догонять соперников и за несколько километров до финиша возглавил забег. Луис финишировал первым с результатом 2 ч 58 мин и 50 сек.
Выиграв эту гонку, Луис стал национальным героем Греции. Марафонский бег был последней легкоатлетической дисциплиной игр, и к тому моменту греческие спортсмены ни разу не выигрывали в ней. Принцы Константин и Георг в «неосознанном порыве» выскочили на поле стадиона, подняли Луиса на руки и отнесли к королю Георгу I под овации 60-тысячного стадиона.
При награждении победителей Мишель Бреаль, впервые предложивший провести такую гонку, вручил Луису помимо серебряной медали (на первых Олимпийских играх медали вручали первым двум победителям: за первое место — серебряную, за второе — бронзовую, золотых медалей не было) и оливковой ветви ещё и кубок.
Олимпийский рекорд Луиса в марафонском беге был побит лишь спустя 12 лет американцем Джонни Хейзом на Олимпиаде 1908 года в Лондоне.
За 4 года до своей смерти шестидесятитрёхлетний Спиридон Луис присутствовал на летних Олимпийских играх 1936 года в Берлине в качестве почётного гостя. Как уроженец Греции, он вручил Адольфу Гитлеру оливковую ветвь, которая символизирует мир. Снимался в некоторых документальных фильмах об Олимпийских играх.

## Смерть
Спиридон Луис умер в своём родном городе Марусси от инфаркта незадолго до оккупации страны Италией.

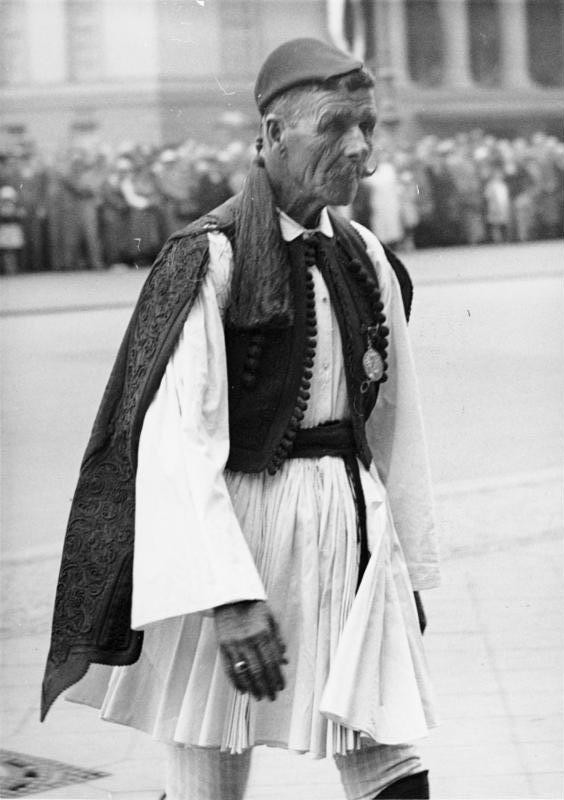
63-летний Спиридон Луис на открытии летних Олимпийских игр 1936 года в Берлине

## Память
В честь бегуна в Греции названы Олимпийский стадион в Афинах и бульвар возле него, по которому проходил маршрут Луиса, а также множество баров. В 2012 году компания Vibram FiveFingers назвала его именем новую линию обуви — Spyridon LS.
В 2015 году, на семидесятипятилетие со дня смерти Спиридона Луиса, в память о нём была выпущена памятная монета номиналом в 2 евро тиражом 750 тысяч штук.

## Интересные факты
- Спортивная карьера марафонца длилась пять дней[8].